# Seznam univerz v Srbiji
Seznam univerz v Srbiji.

## Javne
- Univerza v Beogradu (Универзитет у Београду; Univerzitet u Beogradu, Beograd)
- Univerza v Nišu (Универзитет у Нишу; Univezitet u Nišu, Niš)
- Univerza v Novem Sadu (Универзитет у Новом Саду; Univerzitet u Novom Sadu, Novi Sad)
- Univerza v Kragujevcu (Универзитет у Крагујевцу; Univerzitet u Kragujevcu, Kragujevac)
- Univerza v Prištini (Универзитет у Приштини; Univerzitet u Prištini, Kosovska Mitrovica)
- Univerza umetnosti v Beogradu (Универзитет Уметности у Београду; Univerzitet Umetnosti u Beogradu, Beograd

## Zasebne
- Univerza v Subotici (Otvoreni univerzitet/Szabadegyetem/Open University Subotica)
- Univerza bratov Karić (Универзитет Браћа Карић; Univerzitet Braća Karić, Beograd)
- Evropska univerza (Европски универзитет; Evropski univerzitet, Beograd)
- Megatrend univerza (Мегатренд Универзитет; Megatrend Univerzitet, Beograd)
- Univerza v Novem Pazarju (Универзитет у Новом Пазару; Univerzitet u Novom Pazaru, Novi Pazar)
- Univerza Singidunum (Универзитет Сингидунум; Univerzitet Singidunum, Voždovac/Beograd)
- Univerza Union (Универзитет »Унион«; Univerzitet »Union«, Beograd)